# Gobierno de Ramón González Valencia
El gobierno de Ramón González Valencia, se dio entre el 4 de agosto de 1909 y el 7 de agosto de 1910 en Colombia.

## Llegada al poder
Luego de los sucesos del Intento de golpe de Estado en Colombia de 1909 o El Barranquillazo, en julio de 1909, cuando partidarios de Ramón González intentaron deponer a Jorge Holguín. Fue elegido presidente de Colombia por la Asamblea Nacional Constituyente de 1905, del 3 de agosto de 1909 al 7 de agosto de 1910, como reemplazo de Rafael Reyes quien renunció en 1909, tras una disputa con Jorge Holguín.

### Posesión
Se posesionó a las 2 de la tarde del 4 de agosto de 1909. Su gobierno arrancó con el respaldo de los republicanos, la neutralidad de los conservadores (que no querían un nuevo conflicto con los que apoyaban a Holguín), y la oposición de los liberales. La prensa calificó su elección con mucho optimismoː

"La posesión del presidente Republicano González Valencia es la coronación de la lucha pacífica emprendida por el país el memorable 13 de marzo, para la restauración del derecho y de las libertades públicas"
La Joven Colombia, edición del 10 de agosto de 1909.

## Gabinete
| Ministro                                      | Imagen            | Nombre                     | Inicio                  | Final                   | Partido     | Referencias           |
| --------------------------------------------- | ----------------- | -------------------------- | ----------------------- | ----------------------- | ----------- | --------------------- |
| Ministro de Gobierno                          |                   | Alejandro Botero Uribe     | 4 de agosto de 1909     | 1° de noviembre de 1909 | Conservador | [ 3 ]                 |
| Ministro de Gobierno                          |                   | Bernardo Escobar (e)       | 1909                    | 1909                    | Conservador | [ 3 ]                 |
| Ministro de Gobierno                          |                   | Miguel Abadía Méndez       | 1° de noviembre de 1909 | 7 de agosto de 1910     | Conservador | [ 3 ]                 |
| (Canciller) Ministro de Relaciones Exteriores |                   | Marco Fidel Suárez         | 4 de agosto de 1909     | 6 de agosto de 1909     | Conservador | Rechazó el ministerio |
| (Canciller) Ministro de Relaciones Exteriores |                   | Enrique de Argáez          | 6 de agosto de 1909     | 9 de agosto de 1909     | Liberal     | Renunció al cargo     |
| (Canciller) Ministro de Relaciones Exteriores |                   | Carlos Calderón Reyes      | 9 de agosto de 1909     | 7 de agosto de 1910     | Liberal     | [ 3 ]                 |
| Hacienda y Tesoro                             |                   | Joaquín Samper Brush       | 4 de agosto de 1909     | 9 de octubre de 1909    | Liberal     | [ 3 ]                 |
| Hacienda y Tesoro                             |                   | Manuel Dávila Flórez (e)   | 1909                    |                         | Liberal     | [ 3 ]                 |
| Hacienda y Tesoro                             |                   | Tomás Oziel Eastman        | 9 de octubre de 1909    | 16 de noviembre de 1909 | Liberal     | [ 3 ]                 |
| Hacienda y Tesoro                             |                   | Simón Bossa                | 16 de noviembre de 1909 | 7 de agosto de 1910     | Liberal     | [ 3 ]                 |
| Hacienda y Tesoro                             |                   | Antonio José Cadavid (e)   | 1910                    |                         | Liberal     |                       |
| Ministro de Guerra                            |                   | Gral. Luis Enrique Bonilla | 4 de agosto de 1909     | 18 de noviembre de 1909 |             |                       |
| Ministro de Guerra                            |                   | Jorge Roa Martínez         | 19 de noviembre de 1909 | 12 de diciembre de 1909 |             |                       |
| Ministro de Guerra                            |                   | Gral. Pedro Rivera (e)     | 1909                    |                         |             |                       |
| Ministro de Guerra                            |                   | José Medina Calderón       | 13 de diciembre de 1909 | 7 de agosto de 1910     |             |                       |
| Ministro de Instrucción Pública               |                   | Manuel Dávila Flórez       |                         |                         |             |                       |
| Ministro de Instrucción Pública               | Benjamín Uribe    |                            |                         |                         |             |                       |
| Ministro de Tesoro                            |                   | Antonio José Cadavid       | 4 de agosto de 1909     | 7 de agosto de 1910     |             |                       |
| Ministro de Obras Públicas y Fomento          |                   | Gral. Benjamín Herrera     | 4 de agosto de 1909     |                         |             |                       |
| Ministro de Obras Públicas y Fomento          | Carlos J. Delgado |                            |                         |                         |             |                       |
| Ministro de Obras Públicas y Fomento          | Pedro A. Peña     |                            |                         |                         |             |                       |

## Política interna

### Reforma constitucional
Fue convocada el 29 de febrero de 1910 la Asamblea Nacional Constituyente, compuesta por 45 miembros (29 conservadores y 17 liberales),posesionada el 15 de mayo de 1910, realizó la reforma constitucional a la Constitución Política de 1886 estableciendo:
- Abolió la pena de muerte,
- Estableció el voto directo para la elección del presidente por 4 años.
- La prohibición al presidente, de salir del territorio nacional durante el ejercicio del gobierno y un año después, sin permiso del Senado.
- La alternabilidad presidencial sin reelección inmediata.[5]
- Supresión de la Vicepresidencia.
- Representación de las minorías mediante el sistema electoral del voto incompleto.
- Modificación del sistema para reformar la Constitución.[6][7]

Estas reformas fueron aprobadas por el Acto legislativo 3 del 31 de octubre de 1910.

### Creación de departamentos
El departamento del Valle del Cauca, con su capital Cali, se creó en 1910 mediante el decreto 340 del 16 de abril de 1910, al fusionar los departamentos de Cali y Buga. El departamento de Atlántico, con su capital Barranquilla, se creó en 1910 mediante la Ley 21 del 14 de julio de 1910.El departamento de Norte de Santander, con su capital Cúcuta, se creó en 1910 mediante la Ley 25 del 14 de julio de 1910.

## Orden Público

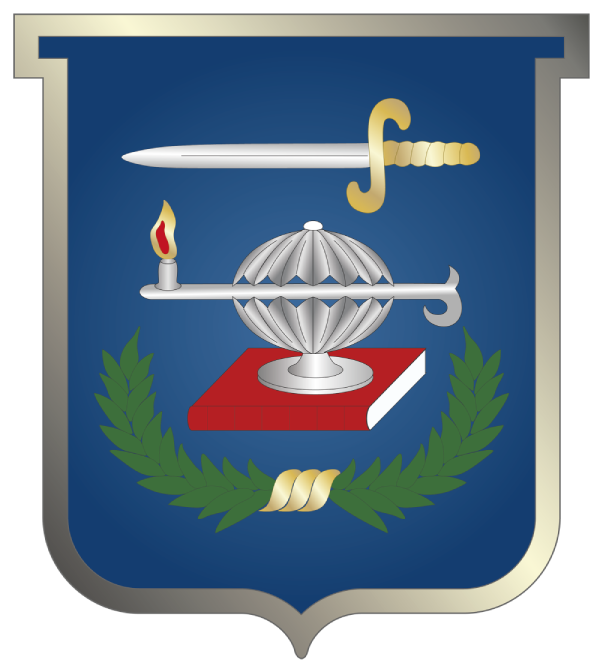
Escudo Escuela Superior de Guerra

### Reforma militar
Reformó el Ejército Nacional, creando la Escuela Superior de Guerra inaugurada el 8 de mayo de 1910,creada en el gobierno de Rafael Reyes, Sus palabras en la inauguración de la escuela fueronː

"Y a vosotros, los distinguidos oficiales que vais a construir el personal de la Escuela Superior de Guerra, os deseo grandes triunfos en vuestro honor personal y provecho, como por el honor y el bien de la República..."
Ramón González Valencia, 8 de mayo de 1910.

Además suprimió el 28 de diciembre de 1909 la Escuela Naval, que fue creada por Rafael Reyes.

## Economía
El 6 de agosto de 1909, contrato con la sociedad Colombia Sugar Company para fomentar la industria azucarera en Colombia.Se creó la renta al tabaco mediante la Ley 10 de 1909.
También creó la Junta de Conversión, bajo la Ley 69 de 1909, órgano del cual luego nació el Banco de la República de Colombia.
Se inaugura el tráfico directo de ferrocarril entre Bogotá y Girardot.Subió los aranceles a la importación de trigo y harina.

## Relaciones exteriores
Creó la Oficina de Longitudes del Ministerio de Relaciones Exteriores, mediante la Ley 30 de 1909, con la cual se modificó la división territorial del país, que había dispuesto su antecesor Rafael Reyes.

## Controversias y oposición

### Oposición
La oposición al gobierno de González Valencia se manifestaba en el bisemanario Don Quijote,y en El Centenario de Manizales, que incluso llegó a afirmar que su reelección era inconstitucional, y que nombraba a los gobernadores a su antojo para obtener favores de éstos. También afirmó sobre su eventual  sucesor en el cargoː

“que el Dr. Concha va y no quiere, que Nel Pedro Ospina no porque en plena cámara dijo que no existía el Partido Republicano. Y podría ser Fidel Marco Suarez pero llora por todo, hasta de felicidad, y no queremos Jeremías.”
El Centenario, edición del 8 de diciembre de 1909.

González quiso convertir en leyes las medidas represivas en contra de los liberales en leyes, pero el Congreso no se lo permitió. De hecho, si bien al principio gozó del respaldo de los republicanos, pronto se mostró más afecto a los conservadores, lo que generó descontento entre ellos, quienes se adhirieron a los liberales para lograr el fin de su gobierno.
Se hizo impopular con los empresarios y harineros de la Región Caribe colombiana por el aumento a los aranceles del trigo, y también se ganó la enemistad de los políticos de esta región, porque desplazó a varios de ellos de cargos, en su mayoría liberales, que tradicionalmente ocupaban, para dárselos a nacidos en el centro del país, de afiliación conservadora. Como consecuencia, su sucesor (Carlos Eugenio Restrepo) enfrentó una ruptura con la élite costeña.

### Reelección fallida
González Valencia era un hombre ultracatólico y de valores patrióticos,cuando estaba por terminar su mandato se despertó un movimiento que buscaba su reelección inmediata, pero él se negó a permitirlo y finalizó su mandato pacíficamente, el 7 de agosto de 1910.Otras versiones indican que no logró aglutinar el apoyo que necesitaba para su reelección, por lo que esa posibilidad se esfumó, puesto que al final de su gobierno, ni siquiera los conservadores se esforzaron por darle impulso a su candidatura, adhiriéndose al postulado de Rafael Uribe Uribe, líder de la oposición que afirmabaː

“Los presidentes colombianos no se reeligen”
Rafael Uribe Uribe, 1910.

Las elecciones presidenciales de 1910 dieron como ganador al republicano Carlos Eugenio Restrepo. Sin embargo, se cuenta que el traspaso del mando no fue tranquilo, ya que Restrepo afirmó que su antecesor pretendía imponerle un listado con ministros a los que debía designar, so pena de no permitir que se posesionara, usando al Ejército Nacional. Días después, González envió emisarios a la habitación del hotel donde se estaba hospedando Restrepo para disculparse.